# Alexius Crosner
Alexius Crosner (auch: Chrosner und Colditius; * um 1490 in Colditz; † vermutlich 22. Mai 1535 in Altenburg) war ein deutscher Theologe.

## Leben
Der Sohn eines wohlhabenden Bürgers im kursächsischen Colditz immatrikulierte sich im Sommer 1504 an der Universität Leipzig. Im Jahr darauf erwarb er den Grad eines Baccalaureus und 1510 eines Magisters der Artes. Er setzte seine Studien fort und begab sich am 3. Juni 1512 an die Leucorea, wurde von dort 1516 als Kanoniker nach Altenburg berufen, wo er 1513 Erzieher des sächsisch-ernestischen Kurfürsten Johann Friedrich von Sachsen wurde.
Auf Empfehlung des Meißner Bischofs Johann VII. von Schleinitz stellte ihn der sächsisch-albertinische Herzog Georg der Bärtige 1524 als Hofprediger an. Anfänglich versuchte er, den Herzog für die Reformation zu gewinnen, erkannte aber bald die Aussichtslosigkeit seines Vorhabens. 1525 begleitete er Hieronymus Dungersheim nach Mühlhausen, wo er ihn der Gemeinde empfahl. Am 12. Mai 1527 weilte er mit dem Herzog in Breslau, wo ein antiprotestantisches Bündnis geschlossen worden sein soll. Aufgrund seiner Haltung zu Martin Luther feindete Hieronymus Emser ihn an. Er musste seine Stellung als Hofprediger am 8. November 1527 aufgrund der Unzufriedenheit des Herzogs verlassen.
In Wittenberg war schon Ende 1527 das Gerücht verbreitet, Crosner rede in Bezug auf den im Druck erschienenen Unterricht der Visitatoren an die Pfarrherren in Sachsen überall von Sinnesänderung und Widerruf Philipp Melanchthons und Luthers. Seine zwei am 20. und 29. Juli 1527 in Dresden vor Herzog Georg gehaltenen und diesem schriftlich zugestellten Predigten, die der Herzog dem Meißner Bischof zur Begutachtung schickte, ließ Crosner, eine jede mit Widmung an Georg vom 25. Dezember 1530 und je mit einer Vorrede Luthers versehen, im Januar 1531 zu Wittenberg, erweitert und gebessert, drucken. Der Herzog griff nun in seiner unter dem Namen des Pfarrherren Franz Arnoldi († nach 1535) zu Cölln im Sommer 1531 erlassenen Streitschrift: Auff das Schmaebuchlein, welchs Martin Luther widder den Meuchler zu Dreßden, in kurtzuorschiner zeit, hat lassen außgehen auch ihn an und ließ ihm vorwerfen, er habe in Dresden einen samtenen Pfühl gestohlen.
Darauf ließ Crosner im September 1531 eine wahrscheinlich in Magdeburg gedruckte Schrift gegen Arnoldi erscheinen, mit welcher Luther und Melanchthon sehr unzufrieden waren, und in welcher er sich auch über seinen früheren Freund und Lehrer Dungersheim gehässig äußerte, so dass der ihm 1532 mit der Schrift An den verleuckenden Priester Alexium Crosner in Colditz entgegentrat.
Crosner erwarb sich Verdienste um Hebung der Colditzer Schule, war seit 1530 verheiratet und hatte mindestens zwei Kinder, wovon eines mit Namen Alexius bekannt ist. Den klugen, witzigen, weltoffenen Mann und hervorragenden Prediger machten Selbsttäuschung, Eitelkeit und Überheblichkeit „doppelzüngig und unwahrhaftig“, insbesondere da, wo es seinen Vorteil oder die Befriedigung seines Ehrgeizes galt.

## Werke (Auswahl)
- „Ein Sermon vom Hochwirdigen heiligen Sacrament, des leibs und bluts Christi“ 1531 Wittenberg bei Hans Lufft,